# Prażmów (gmina)
Prażmów (do 1952 gmina Wągrodno, 1952–1954 gmina Wola Wągrodzka) – gmina wiejska w województwie mazowieckim, w powiecie piaseczyńskim. W latach 1975–1998 gmina położona była w województwie warszawskim.
Od 30 grudnia 1999 siedzibą gminy jest Prażmów (wcześniej Wola Prażmowska).
Według danych z 30 czerwca 2004 gminę zamieszkiwały 8312 osoby.

## Struktura powierzchni
Według danych z roku 2002 gmina Prażmów ma obszar 86,11 km², w tym:
- użytki rolne: 68%
- użytki leśne: 21%

Gmina stanowi 16,99% powierzchni powiatu.

## Demografia
Dane z 30 czerwca 2004:
| Opis                              | Ogółem | Ogółem | Kobiety | Kobiety | Mężczyźni | Mężczyźni |
| --------------------------------- | ------ | ------ | ------- | ------- | --------- | --------- |
| jednostka                         | osób   | %      | osób    | %       | osób      | %         |
| populacja                         | 8312   | 100    | 4216    | 50,7    | 4096      | 49,3      |
| gęstość zaludnienia (mieszk./km²) | 96,5   | 96,5   | 49      | 49      | 47,6      | 47,6      |

Największymi miejscowościami gminy są:

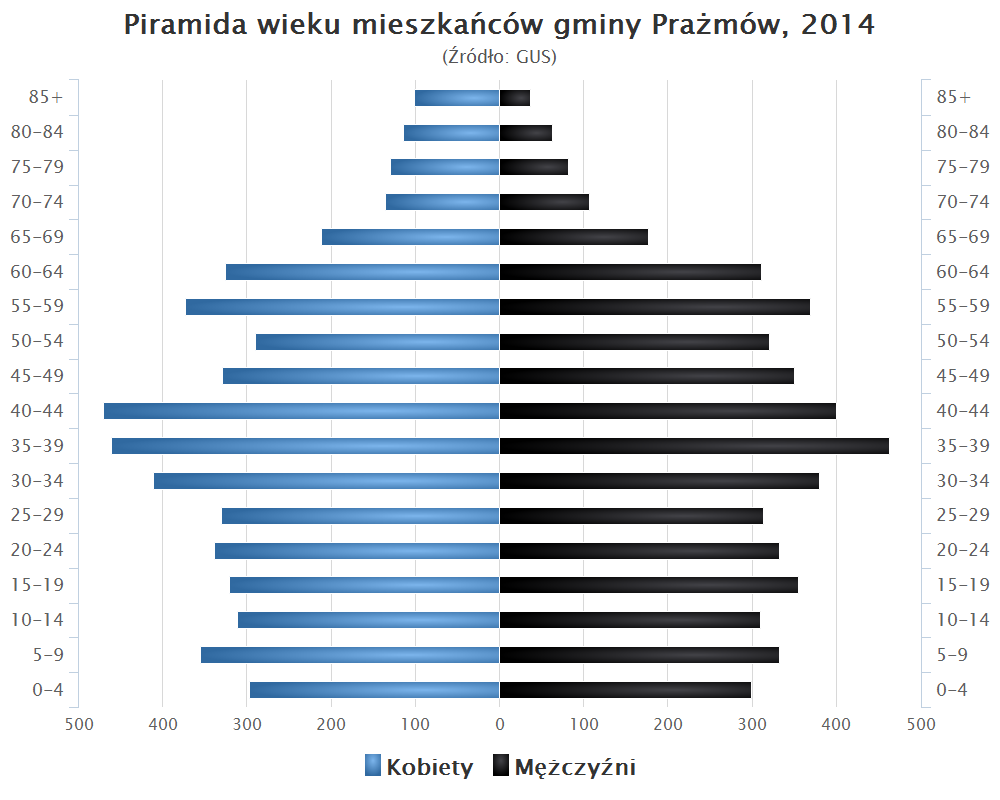
Piramida wieku mieszkańców gminy Prażmów w 2014 roku

Ustanów – 2100 mieszk.,
Gabryelin – 820 mieszk.,
Prażmów – 403 mieszk.

## Media Lokalne
- powiat-piaseczynski.info - serwis informacyjny dla mieszkańców Powiatu Piaseczyńskiego
- Piaseczno Sport News - sportowy serwis informacyjny powiatu piaseczyńskiego[11]

## Sołectwa
Biały Ług, Bronisławów, Chosna, Dobrzenica-Błonie, Gabryelin, Jaroszowa Wola, Jeziórko, Kędzierówka, Kolonia Gościeńczyce, Koryta, Krępa, Krupia Wólka, Ludwików, Ławki, Łoś, Nowe Wągrodno, Nowy Prażmów, Piskórka, Prażmów, Ustanów, Uwieliny, Wągrodno, Wilcza Wólka, Wola Prażmowska, Wola Wągrodzka, Zadębie, Zawodne.
Miejscowość bez statusu sołectwa: Kamionka.

## Sąsiednie gminy
Chynów, Góra Kalwaria, Grójec, Piaseczno, Tarczyn